# Incontri ufficiali della nazionale maschile di calcio del Montenegro
Questa è la cronologia completa delle partite ufficiali della nazionale di calcio del Montenegro dal 2007 a oggi.
| Cronologia completa delle presenze e delle reti in nazionale ― Montenegro | Cronologia completa delle presenze e delle reti in nazionale ― Montenegro | Cronologia completa delle presenze e delle reti in nazionale ― Montenegro | Cronologia completa delle presenze e delle reti in nazionale ― Montenegro | Cronologia completa delle presenze e delle reti in nazionale ― Montenegro | Cronologia completa delle presenze e delle reti in nazionale ― Montenegro | Cronologia completa delle presenze e delle reti in nazionale ― Montenegro | Cronologia completa delle presenze e delle reti in nazionale ― Montenegro |
| Data                                                                      | Città                                                                     | In casa                                                                   | Risultato                                                                 | Ospiti                                                                    | Competizione                                                              | Reti                                                                      | Note                                                                      |
| ------------------------------------------------------------------------- | ------------------------------------------------------------------------- | ------------------------------------------------------------------------- | ------------------------------------------------------------------------- | ------------------------------------------------------------------------- | ------------------------------------------------------------------------- | ------------------------------------------------------------------------- | ------------------------------------------------------------------------- |
| 24/03/2007                                                                | Podgorica                                                                 | Montenegro                                                                | 2 – 1                                                                     | Ungheria                                                                  | Amichevole                                                                | Mirko Vučinić Igor Burzanović                                             | All:Z. Filipović Cap: Vučinić                                             |
| 01/06/2007                                                                | Shizuoka                                                                  | Giappone                                                                  | 2 – 0                                                                     | Montenegro                                                                | Amichevole                                                                | -                                                                         | All:Z. Filipović Cap: Vučinić                                             |
| 03/06/2007                                                                | Saitama                                                                   | Colombia                                                                  | 1 – 0                                                                     | Montenegro                                                                | Amichevole                                                                | -                                                                         | All:Z. Filipović Cap: Vučinić                                             |
| 22/08/2007                                                                | Podgorica                                                                 | Montenegro                                                                | 1 – 1                                                                     | Slovenia                                                                  | Amichevole                                                                | Mirko Vučinić                                                             | All:Z. Filipović Cap: Vučinić                                             |
| 12/09/2007                                                                | Podgorica                                                                 | Montenegro                                                                | 1 – 2                                                                     | Svezia                                                                    | Amichevole                                                                | Mirko Vučinić                                                             | All:Z. Filipović Cap: Vučinić                                             |
| 17/10/2007                                                                | Tallinn                                                                   | Estonia                                                                   | 0 – 1                                                                     | Montenegro                                                                | Amichevole                                                                | Mirko Vučinić                                                             | All:Z. Filipović Cap: Vučinić                                             |
| 26/03/2008                                                                | Podgorica                                                                 | Montenegro                                                                | 3 – 1                                                                     | Norvegia                                                                  | Amichevole                                                                | Igor Burzanović Branko Bošković Radomir Đalović                           | All:Z. Filipović Cap: Vučinić                                             |
| 27/05/2008                                                                | Podgorica                                                                 | Montenegro                                                                | 3 – 0                                                                     | Kazakistan                                                                | Amichevole                                                                | Radomir Đalović (2) Nikola Drinčić                                        | All:Z. Filipović Cap: Vučinić                                             |
| 31/05/2008                                                                | Bucarest                                                                  | Romania                                                                   | 4 – 0                                                                     | Montenegro                                                                | Amichevole                                                                | -                                                                         | All:Z. Filipović Cap: Vučinić                                             |
| 20/08/2008                                                                | Budapest                                                                  | Ungheria                                                                  | 3 – 3                                                                     | Montenegro                                                                | Amichevole                                                                | Stevan Jovetić (2) Simon Vukčević                                         | All:Z. Filipović Cap: Vučinić                                             |
| 06/09/2008                                                                | Podgorica                                                                 | Montenegro                                                                | 2 – 2                                                                     | Bulgaria                                                                  | Qual. Mondiali 2010                                                       | Mirko Vučinić Stevan Jovetić                                              | All:Z. Filipović Cap: Vučinić                                             |
| 10/09/2008                                                                | Podgorica                                                                 | Montenegro                                                                | 0 – 0                                                                     | Irlanda                                                                   | Qual. Mondiali 2010                                                       | -                                                                         | All:Z. Filipović Cap: Vučinić                                             |
| 15/10/2008                                                                | Lecce                                                                     | Italia                                                                    | 2 – 1                                                                     | Montenegro                                                                | Qual. Mondiali 2010                                                       | Mirko Vučinić                                                             | All:Z. Filipović Cap: Vučinić                                             |
| 19/11/2008                                                                | Podgorica                                                                 | Montenegro                                                                | 2 – 1                                                                     | Macedonia                                                                 | Amichevole                                                                | Miodrag Džudović Stevan Jovetić                                           | All:Z. Filipović Cap: Vučinić                                             |
| 28/03/2009                                                                | Podgorica                                                                 | Montenegro                                                                | 0 – 2                                                                     | Italia                                                                    | Qual. Mondiali 2010                                                       | -                                                                         | All:Z. Filipović Cap: Vučinić                                             |
| 01/04/2009                                                                | Tbilisi                                                                   | Georgia                                                                   | 0 – 0                                                                     | Montenegro                                                                | Qual. Mondiali 2010                                                       | -                                                                         | All:Z. Filipović Cap: Vučinić                                             |
| 06/06/2009                                                                | Larnaca                                                                   | Cipro                                                                     | 2 – 2                                                                     | Montenegro                                                                | Qual. Mondiali 2010                                                       | Dejan Damjanović (2)                                                      | All:Z. Filipović Cap: Vučinić                                             |
| 12/08/2009                                                                | Podgorica                                                                 | Montenegro                                                                | 2 – 1                                                                     | Galles                                                                    | Amichevole                                                                | Stevan Jovetić Radomir Đalović                                            | All:Z. Filipović Cap: Vučinić                                             |
| 05/09/2009                                                                | Sofia                                                                     | Bulgaria                                                                  | 4 – 1                                                                     | Montenegro                                                                | Qual. Mondiali 2010                                                       | Stevan Jovetić                                                            | All:Z. Filipović Cap: Vučinić                                             |
| 09/09/2009                                                                | Podgorica                                                                 | Montenegro                                                                | 1 – 1                                                                     | Cipro                                                                     | Qual. Mondiali 2010                                                       | Mirko Vučinić                                                             | All:Z. Filipović Cap: Vučinić                                             |
| 10/10/2009                                                                | Podgorica                                                                 | Montenegro                                                                | 2 – 1                                                                     | Georgia                                                                   | Qual. Mondiali 2010                                                       | Radoslav Batak Andrija Delibašić                                          | All:Z. Filipović Cap: Vučinić                                             |
| 14/10/2009                                                                | Dublino                                                                   | Irlanda                                                                   | 0 – 0                                                                     | Montenegro                                                                | Qual. Mondiali 2010                                                       | -                                                                         | All:Z. Filipović Cap: Vučinić                                             |
| 18/11/2009                                                                | Podgorica                                                                 | Montenegro                                                                | 1 – 0                                                                     | Bielorussia                                                               | Amichevole                                                                | Mirko Vučinić                                                             | All:Z. Filipović Cap: Vučinić                                             |
| 03/03/2010                                                                | Skopje                                                                    | Macedonia                                                                 | 2 – 1                                                                     | Montenegro                                                                | Amichevole                                                                | Marko Baša                                                                | All:Z. Kranjčar Cap: Vučinić                                              |
| 25/05/2010                                                                | Podgorica                                                                 | Montenegro                                                                | 0 – 1                                                                     | Albania                                                                   | Amichevole                                                                | -                                                                         | All:Z. Kranjčar Cap: Vučinić                                              |
| 29/05/2010                                                                | Oslo                                                                      | Norvegia                                                                  | 2 – 1                                                                     | Montenegro                                                                | Amichevole                                                                | Mirko Vučinić aut. Žarko Tomašević                                        | All:Z. Kranjčar Cap: Vučinić                                              |
| 11/08/2010                                                                | Podgorica                                                                 | Montenegro                                                                | 2 – 0                                                                     | Irlanda del Nord                                                          | Amichevole                                                                | Radomir Đalović (2)                                                       | All:Z. Kranjčar Cap: Vučinić                                              |
| 03/09/2010                                                                | Podgorica                                                                 | Montenegro                                                                | 1 – 0                                                                     | Galles                                                                    | Qual. Euro 2012                                                           | Mirko Vučinić                                                             | All:Z. Kranjčar Cap: Vučinić                                              |
| 07/09/2010                                                                | Sofia                                                                     | Bulgaria                                                                  | 0 – 1                                                                     | Montenegro                                                                | Qual. Euro 2012                                                           | Elsad Zverotić                                                            | All:Z. Kranjčar Cap: Vučinić                                              |
| 08/10/2010                                                                | Podgorica                                                                 | Montenegro                                                                | 1 – 0                                                                     | Svizzera                                                                  | Qual. Euro 2012                                                           | Mirko Vučinić                                                             | All:Z. Kranjčar Cap: Vučinić                                              |
| 12/10/2010                                                                | Londra                                                                    | Inghilterra                                                               | 0 – 0                                                                     | Montenegro                                                                | Qual. Euro 2012                                                           | -                                                                         | All:Z. Kranjčar Cap: Vučinić                                              |
| 17/11/2010                                                                | Podgorica                                                                 | Montenegro                                                                | 2 – 0                                                                     | Azerbaigian                                                               | Amichevole                                                                | Luka Pejović Fatos Bećiraj                                                | All:Z. Kranjčar Cap: Peković                                              |
| 04/06/2011                                                                | Podgorica                                                                 | Montenegro                                                                | 1 – 1                                                                     | Bulgaria                                                                  | Qual. Euro 2012                                                           | Radomir Đalović                                                           | All:Z. Kranjčar Cap: Vučinić                                              |
| 02/09/2011                                                                | Cardiff                                                                   | Galles                                                                    | 2 – 1                                                                     | Montenegro                                                                | Qual. Euro 2012                                                           | Stevan Jovetić                                                            | All:Z. Kranjčar Cap: Vučinić                                              |
| 07/10/2011                                                                | Podgorica                                                                 | Montenegro                                                                | 2 – 2                                                                     | Inghilterra                                                               | Qual. Euro 2012                                                           | Elsad Zverotić Andrija Delibašić                                          | All:B. Brnović Cap: Vučinić                                               |
| 11/10/2011                                                                | Ginevra                                                                   | Svizzera                                                                  | 2 – 0                                                                     | Montenegro                                                                | Qual. Euro 2012                                                           | -                                                                         | All:B. Brnović Cap: Vučinić                                               |
| 11/11/2011                                                                | Praga                                                                     | Rep. Ceca                                                                 | 2 – 0                                                                     | Montenegro                                                                | Qual. Euro 2012                                                           | -                                                                         | All:B. Brnović Cap: Vučinić                                               |
| 15/11/2011                                                                | Podgorica                                                                 | Montenegro                                                                | 0 – 1                                                                     | Rep. Ceca                                                                 | Qual. Euro 2012                                                           | -                                                                         | All:B. Brnović Cap: Vučinić                                               |
| 29/02/2012                                                                | Praga                                                                     | Montenegro                                                                | 2 – 1                                                                     | Islanda                                                                   | Amichevole                                                                | Stevan Jovetić (2)                                                        | All:B. Brnović Cap: Jovetić                                               |
| 25/05/2012                                                                | Bruxelles                                                                 | Belgio                                                                    | 2 – 2                                                                     | Montenegro                                                                | Amichevole                                                                | Mirko Vučinić Nikola Drinčić                                              | All:B. Brnović Cap: Vučinić                                               |
| 15/08/2012                                                                | Podgorica                                                                 | Montenegro                                                                | 2 – 0                                                                     | Lettonia                                                                  | Amichevole                                                                | Milan Jovanović Filip Kasalica                                            | All:B. Brnović Cap: Jovetić                                               |
| 07/09/2012                                                                | Podgorica                                                                 | Montenegro                                                                | 2 – 2                                                                     | Polonia                                                                   | Qual. Mondiali 2014                                                       | Nikola Drinčić Mirko Vučinić                                              | All:B. Brnović Cap: Vučinić                                               |
| 11/09/2012                                                                | Serravalle                                                                | San Marino                                                                | 0 – 6                                                                     | Montenegro                                                                | Qual. Mondiali 2014                                                       | Luka Đorđević Fatos Bećiraj (2) Elsad Zverotić Andrija Delibašić (2)      | All:B. Brnović Cap: Jovetić                                               |
| 16/10/2012                                                                | Kiev                                                                      | Ucraina                                                                   | 0 – 1                                                                     | Montenegro                                                                | Qual. Mondiali 2014                                                       | Dejan Damjanović                                                          | All:B. Brnović Cap: Jovetić                                               |
| 14/11/2012                                                                | Podgorica                                                                 | Montenegro                                                                | 3 – 0                                                                     | San Marino                                                                | Qual. Mondiali 2014                                                       | Andrija Delibašić (2) Elsad Zverotić                                      | All:B. Brnović Cap: Vukčević                                              |
| 22/03/2013                                                                | Chișinău                                                                  | Moldavia                                                                  | 0 – 1                                                                     | Montenegro                                                                | Qual. Mondiali 2014                                                       | Mirko Vučinić                                                             | All:B. Brnović Cap: Vučinić                                               |
| 26/03/2013                                                                | Podgorica                                                                 | Montenegro                                                                | 1 – 1                                                                     | Inghilterra                                                               | Qual. Mondiali 2014                                                       | Dejan Damjanović                                                          | All:B. Brnović Cap: Vučinić                                               |
| 07/06/2013                                                                | Podgorica                                                                 | Montenegro                                                                | 0 – 4                                                                     | Ucraina                                                                   | Qual. Mondiali 2014                                                       | -                                                                         | All:B. Brnović Cap: Vučinić                                               |
| 14/08/2013                                                                | Žodzina                                                                   | Bielorussia                                                               | 1 – 1                                                                     | Montenegro                                                                | Amichevole                                                                | Mirko Vučinić                                                             | All:B. Brnović Cap: Vučinić                                               |
| 06/09/2013                                                                | Varsavia                                                                  | Polonia                                                                   | 1 – 1                                                                     | Montenegro                                                                | Qual. Mondiali 2014                                                       | Dejan Damjanović                                                          | All:B. Brnović Cap: Vučinić                                               |
| 11/10/2013                                                                | Londra                                                                    | Inghilterra                                                               | 4 – 1                                                                     | Montenegro                                                                | Qual. Mondiali 2014                                                       | Dejan Damjanović aut. Branko Bošković                                     | All:B. Brnović Cap: Jovetić                                               |
| 15/10/2013                                                                | Podgorica                                                                 | Montenegro                                                                | 2 – 5                                                                     | Moldavia                                                                  | Qual. Mondiali 2014                                                       | Stevan Jovetić (2) (1 rig)                                                | All:B. Brnović Cap: Jovetić                                               |
| 17/11/2013                                                                | Lussemburgo                                                               | Lussemburgo                                                               | 1 – 4                                                                     | Montenegro                                                                | Amichevole                                                                | Marko Baša Elsad Zverotić Miroje Jovanović Marko Ćetković                 | All:B. Brnović Cap: Poleksić                                              |
| 05/03/2014                                                                | Podgorica                                                                 | Montenegro                                                                | 1 – 0                                                                     | Ghana                                                                     | Amichevole                                                                | Dejan Damjanović (rig)                                                    | All:B. Brnović Cap: Bošković                                              |
| 23/05/2014                                                                | Senec                                                                     | Slovacchia                                                                | 2 – 0                                                                     | Montenegro                                                                | Amichevole                                                                | -                                                                         | All:B. Brnović Cap: Jovetić                                               |
| 26/05/2014                                                                | Hartberg                                                                  | Iran                                                                      | 0 – 0                                                                     | Montenegro                                                                | Amichevole                                                                | -                                                                         | All:B. Brnović Cap: Jovetić                                               |
| Totale                                                                    |                                                                           | Presenze                                                                  | 58                                                                        |                                                                           | Reti                                                                      | 74                                                                        |                                                                           |